# Королюк Іван Петрович
Королюк Іван Петрович (1895 - 1944) - Герой Радянського Союзу (1945)

## Життєпис
Народився у 1895 році в с. Стара Збур'ївка на Херсонщині. Після отримання початкової освіти  працював у колгоспі.
На фронті  перебував  з 1943 року.  Служив снайпером в стрілецькому полку. Брав участь у форсуванні Дніпра в районі Херсона та в Кримській стратегічній операції.
Загинув в одному із боїв 9 травня 1944 року. Похований біля села Фруктове Севастопольської міськради.
Указом Президії Верховної Ради СРСР від 24 березня 1945 року Івану Петровичу Королюку присвоєно звання Героя Радянського Союзу.